# Linha Laranja do Metrô de Montreal

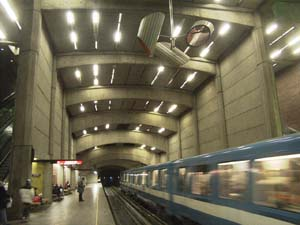
Estação Place-Saint-Henri - Linha Laranja.

A Linha 2 – Laranja é a mais importante do Metro de Montreal em termos de número de estações, extensão e passageiros transportados.
O primeiro trecho entrou em operações no ano de 1966, e foi completada com as expansões de 1980, 1986 e 2007.
É a segunda linha a ir para além da região de Montreal, chegando até a cidade de Laval.

## Lista de estações
| Estação                                                                 | Inauguração                                                                             | Referência                                | Origem do nome                                                                   |
| ----------------------------------------------------------------------- | --------------------------------------------------------------------------------------- | ----------------------------------------- | -------------------------------------------------------------------------------- |
|                                                                         |                                                                                         |                                           |                                                                                  |
| Côte-Vertu                                                              | 3 de novembro 1986                                                                      | Chemin de la Côte-Vertu                   | Notre-Dame-de-la-Vertu, é o nome de um distrito do século XVIII                  |
| Du Collège                                                              | 9 de janeiro 1984                                                                       | Rue du Collège                            | Cégep de Saint-Laurent                                                           |
| De la Savane                                                            | 9 de janeiro 1984                                                                       | Rue de la Savane                          | Savane é uma expressão local                                                     |
| Namur                                                                   | 9 de janeiro 1984                                                                       | Rue Namur                                 | Namur, cidade da Bélgica                                                         |
| Plamondon                                                               | 29 de junho 1982                                                                        | Avenue Plamondon                          | Antoine Plamondon, artista Rodolphe Plamondon, poeta                             |
| Côte-Sainte-Catherine                                                   | 4 de janeiro 1982                                                                       | Chemin de la Côte-Sainte-Catherine        | Côte Sainte-Catherine, nome utilizado no século XVIII, em Outremont              |
| Snowdon linha 5 - azul                                                  | 7 de setembro 1981 (linha laranja) 4 de janeiro 1988 (linha azul)                       | Rue Snowdon                               | Nome de um proprietário de terras da região                                      |
| Villa-Maria                                                             | 7 de setembro 1981                                                                      | École secondaire Villa Maria              | Forma latina de Ville-Marie, antigo nome de Montréal                             |
| Vendôme Trem suburbano                                                  | 7 de setembro 1981                                                                      | Avenue de Vendôme                         | Duques de Vendôme                                                                |
| Place-Saint-Henri                                                       | 28 de abril 1980                                                                        | Place Saint-Henri                         | Igreja paroquial em nome de Henrique II, para comemorar o pai Auguste-Henri Roux |
| Lionel-Groulx linha 1 - verde                                           | 28 de abril 1980 (linha laranja) 3 de setembro 1978 (linha verde)                       | Avenue Lionel-Groulx                      | Lionel Groulx, historiador de Quebec                                             |
| Georges-Vanier                                                          | 28 de abril 1980                                                                        | Boulevard Georges-Vanier                  | Georges Vanier, Governador Geral do Canadá                                       |
| Lucien-L'Allier Trem suburbano                                          | 28 de abril 1980                                                                        | Rue Lucien-L'Allier                       | Lucien L'Allier, engenheiro e idealizador do Metro de Montreal                   |
| Bonaventure Trem suburbano Réseau express métropolitain Estação Central | 13 de fevereiro 1967                                                                    | Place Bonaventure                         | antiga rue Bonaventure Bonaventure de Bagnorea, frei franciscano                 |
| Square-Victoria-OACI                                                    | 6 de fevereiro 1967                                                                     | Square Victoria                           | Rainha Victoria                                                                  |
| Place-d'Armes                                                           | 14 de outubro 1966                                                                      | Place d'Armes                             | Lugar histórico                                                                  |
| Champ-de-Mars                                                           | 14 de outubro 1966                                                                      | Parc Champ-de-Mars                        | Local de exercícios militares                                                    |
| Berri-UQAM linha 1 - verde linha 4 - amarela Terminal rodoviário        | 14 de outubro 1966 (linhas laranja e verde) 28 de abril 1967 (linha amarela)            | Rue Berri Université du Québec à Montréal | Nome dado por Migeon de Branssat em 1669, origem desconhecida                    |
| Sherbrooke                                                              | 14 de outubro 1966                                                                      | Rue Sherbrooke                            | John Sherbrooke, Governador geral da América do Norte Britânica                  |
| Mont-Royal                                                              | 14 de outubro 1966                                                                      | Avenue du Mont-Royal                      | Mont-Royal                                                                       |
| Laurier                                                                 | 14 de outubro 1966                                                                      | Avenue Laurier                            | Sir Wilfrid Laurier, sétimo Primeiro Ministro do Canadá                          |
| Rosemont                                                                | 14 de outubro 1966                                                                      | Boulevard Rosemont Quartier Rosemont      | Nome dado por U.H. Dandurand em homenagem a sua mãe, Rose Phillips               |
| Beaubien                                                                | 14 de outubro 1966                                                                      | Rue Beaubien                              | Família tradicional de montreal                                                  |
| Jean-Talon linha 5 - azul                                               | 14 de outubro 1966 (linha laranja) 16 de junho 1986 (linha azul)                        | Rue Jean-Talon                            | Jean Talon, intendente da Nova França                                            |
| Jarry                                                                   | 14 de outubro 1966                                                                      | Rue Jarry                                 | Stanislas Blénier dconhecido com Jarry pai, proprietário de terrasn              |
| Crémazie                                                                | 14 de outubro 1966                                                                      | Boulevard Crémazie                        | Octave Crémazie, poeta                                                           |
| Sauvé                                                                   | 14 de outubro 1966                                                                      | Rue Sauvé                                 | Nome de um proprietário de terras                                                |
| Henri-Bourassa                                                          | 14 de outubro 1966 (trecho original) 28 de abril 2007 (trecho em direção a Montmorency) | Boulevard Henri-Bourassa                  | Henri Bourassa, jornalista e político                                            |
| Cartier                                                                 | 28 de abril 2007                                                                        | Boulevard Cartier                         | Sir George-Étienne Cartier, político e Pai da Confederação Canadense             |
| De la Concorde                                                          | 28 de abril 2007                                                                        | Boulevard de la Concorde                  | Place de la Concorde de Paris                                                    |
| Montmorency                                                             | 28 de abril 2007                                                                        | Collège Montmorency                       | François de Montmorency-Laval, primeiro Bispo de Québec e proprietário em Laval) |